# Francine du Plessix Gray
Francine du Plessix Gray  (Francine Jochaud du Plessix dite) est une écrivaine et critique littéraire franco-américaine née le 25 septembre 1930 à Varsovie en Pologne et morte le 13 janvier 2019 à Manhattan aux États-Unis. Elle a été nommée pour le prix Pulitzer.

## Biographie

### Enfance et études
Francine Jochaud du Plessix est née le 25 septembre 1930 à Varsovie, en Pologne. Elle est la fille de Bertrand Jochaud du Plessix, alors employé à l'ambassade de France, en tant qu'attaché commercial, et de  Tatiana Iacovleff (1906–1991), venue en France en tant que réfugiée de la Russie bolchévique.
Elle passe ses années d'enfance à Paris, dans un milieu culturel mixte et une famille multilingue (père français et mère russe). Son père, mobilisé à Varsovie en 1939, prend part à la campagne de Pologne. Il devient sous-lieutenant et se trouve en stage de formation au pilotage de bombardier au Maroc en juin 1940. Il meurt le 30 juin 1940, alors que son avion est abattu près de Gibraltar,.
Sa mère, veuve fuit la France occupée en passant par Lisbonne puis New York en 1940 ou 1941 avec sa fille Francine et Alexander Liberman (1912–1999) qu'elle épouse en 1942.
Pendant les six premiers mois aux États-Unis, elle vit avec le père de sa mère à Rochester (New York), pendant que sa mère s'installe. Elle grandit ensuite à New York et est naturalisée citoyenne américaine en 1952. Elle est étudiante au Collège Bryn Mawr pendant deux ans et obtient un Bachelor of Arts en philosophie au Barnard College en 1952,.

### Carrière
De 1952 à 1954, Francine du Plessix travaille comme journaliste de nuit pour United Press International à New York. De 1954 à 1955, elle est assistante de rédaction pour Réalités, le magazine français. Elle exerce aussi comme écrivain indépendant en 1955. De 1964 à 1966, elle est éditrice de livres pour Art in America, un magazine mensuel américain d'art. En 1968, elle est rédactrice pour le magazine américain The New Yorker dont Robert Gottlieb est rédacteur en chef. En 1975, elle est professeure invitée au City College of New York. En 1981, elle est chargée de cours invitée au Saybrook College de l'Université Yale, puis en 1983, elle est professeure adjointe à la School of Fine Arts de l'Université Columbia. En 1986, elle est professeure à l'Université de Princeton. Elle devient boursière Annenberg à l'Université Brown en 1997.
Elle est membre de l'Académie américaine des arts et des lettres, de la Guilde des auteurs, de l'Institut de sciences humaines de l'Université de New York et du PEN international, association d'écrivains internationale.

## Vie privée
Le 23 avril 1957, elle épouse le peintre Cleve Gray (en) et jusqu'à sa mort, ils vivent dans le Connecticut. Ils ont deux fils, Luke et Thaddeus Ives Gray,,. Francine du Plessix Gray est décédée le 13 janvier 2019 à Manhattan,.

## Récompenses et prix
- Prix d'écriture créative Putnam du Barnard College, 1952
- Prix national du livre catholique de la Catholic Press Association (en), 1971, pour Divine Disobedience : Profiles in Catholic Radicalism
- Prix de la une du Newswomen's Club de New York, 1972, pour Hawaii : The Sugar-Coated Fortress[8]
- Legum Doctor (LL.D.) : Université de la ville de New York, 1981 ; Collège Oberlin, 1985 ; Université de Santa Clara, 1985 ; Collège Saint Mary de Californie ; Université de Hartford

- Boursière Guggenheim 1991-1992
- National Book Critics Circle Award de l'autobiographie, 2006, pour Them : A Memoir of Parents[3].

## Livres
- Divine disobedience : profiles in Catholic radicalism. New York : Knopf, 1970
- Hawaii : the sugar-coated fortress. New York : Random House, 1972
- Lovers and tyrants. New York : Simon & Schuster, 1976
- World without end : a novel. New York : Simon & Schuster, 1981
- October blood. New York : Simon & Schuster, 1985
- ADAM & EVE and the CITY. Simon & Schuster, 1987
- Soviet women : walking the tightrope. New York : Doubleday, 1990
- Rage and fire: a life of Louise Colet, pioneer feminist, literary star, Flaubert's muse New York : Simon & Schuster, 1994
- Mon cher volcan, ou, La vie passionnée de Louise Colet, J.-C. Lattès 1995
- At home with the Marquis de Sade : a life. New York, NY : Simon & Schuster, 1998
- Simone Weil. New York : Viking Press, 2001
- (en) Them : a memoir of parents, Penguin Press, 2005 (ISBN 1-59420-049-1, 978-1-59420-049-6 et 0-14-303719-6, OCLC 57357443)-
- (en) Francine du Plessix Gray, Madame de Staël : the first modern woman, Atlas, 2008 (ISBN 978-1-934633-17-5, 978-1-934633-21-2 et 1-934633-21-6, OCLC 227016437)[9].